# František Hajniš
František Hajniš (31. března 1815 Vamberk – 27. prosince 1885 Praha) byl český básník a humorista. Ve 40. a 50. letech 19. století publikoval populární vtipy, humorné básně a deklamace v časopisech i knižně. Společně s Rubešem a Filípkem je řazen mezi přední české humoristy a národní buditele před rokem 1848.

## Život
Narodil se 31. března 1815 ve Vamberku. Studoval na gymnáziu v Rychnově nad Kněžnou a právnickou fakultu v Praze. V roce 1840 získal zaměstnání na poště, které vykonával až do důchodu. Poslední dva až tři roky života byl kvůli nemoci upoután na lůžko. Zemřel na marasmus (sešlost stářím) jako poslední představitel „předbřeznového“ humoru (tj. z doby před revolucí 1848), k jehož druhům a současníkům kdysi patřili František Jaromír Rubeš, Václav Filípek, František Ladislav Čelakovský, Šebestián Hněvkovský, Josef Jaroslav Langer a Karel Sudimír Šnajdr.
Zemřel roku 1885 v Praze a byl pohřben na Olšanských hřbitovech.

## Dílo
Pro Hajniše byl typický lehký humor bez trpkosti a ostré satiry. Jeho snahou bylo bavit, obveselovat, ale také nenásilně probouzet národní uvědomění.
První literární pokusy otiskl v časopisech Květy a Vesna. Společně s Rubešem a Filípkem vydával v letech 1842–47 časopis Paleček, milovník žertu a pravdy. Lidé dychtivě čekali na nové vydání, z něj pak předčítali, vypravovali vtipy a obkreslovali obrázky. Autorská trojice byla v té době velmi populární.
Hajniš publikoval i pod pseudonymy Paleček První, Starý Švingulant a František Zdobnický. V nejstarších tiscích bývá jeho příjmení psáno Hagniss.
Knižně vydal:
- Trnky (1841)
- Kopřivy (1853)
- Krotké znělky didakticko-humoristického obsahu od Františka Zdobnického (1859)
- Povídálek, Štěbetálkův kamarád (1863)

Roku 1849 také napsal Besední čtení, v roce 1862 se uváděla jeho divadelní hra Chorista, adaptovaná z francouzského originálu. Poté s literární tvorbou skončil a jeho jméno i dílo upadlo do zapomenutí. Jen v roce 1885 přispěl do obnoveného časopisu Paleček, a to vzpomínkou Staří formanové, otištěnou deset dní před jeho smrtí.

## Ukázka díla
(bez nadpisu)

„Jak pak se vede tvému muži?" ptala se sousedka sousedky. „I děkuju ti, že se ptáš! já nevím, já mám s mužem velké starosti, on ti vůčihledě slábne a chřadne. Pomysli si, je tomu už čtyry
neděle, co mě naposled bil, a to už nestálo za mnoho. Je to pravý kříž s ním."
Dlouhé uši, krátké uši

„Aj, aj! věru, na mou kuši,

Máš ty, brachu, dlouhé uši!“

Pravil Vojta k Jirkovi.

Načež tento k Vojtovi:

„Pro člověka, bohužel!

Kratší bych je míti měl,

Nežli je ve skutku mám.

Ty však jsi co osel znám:

K tomu však máš, na mou kuši,

Trochu příliš krátké uši."

## Rodina
Jeho syn Ladislav Hajniš (1849–1889) byl technik, odborný spisovatel a popularizátor vědy.